# En lille nisse rejste
En lille nisse rejste, første linje af digtet "Den største Mand" af Jul. Chr. Gerson (1811-1894) i hans Digte for Børn (1845) og sat til musik af J.C. Gebauer.
Teksten handler om en nisse, der rejser rundt for at finde verdens største mand. Han kommer til stormogulen, hvor der gror kæmpekål, men finder først verdens største mand ved at kigge på sit spejlbillede i havet.
Sangen er blevet indspillet på en lang række albums og versioner, bl.a. på Åh Abe-albummet Hej Frede fra 1996 af Gitte Naur og på det humoristiske julealbum Juleknas fra 2001, i en flamencoinspireret version med guitaristen Christian Sievert.